# Chafariz do Cruzeiro (Santa Cruz)
O Chafariz do Cruzeiro (Santa Cruz) Praia da Vitória é um chafariz português localizado na freguesia de Santa Cruz à Rua do Cruzeiro no concelho da Praia da Vitória, ilha Terceira, Açores e faz parte do Inventário do Património Histórico e Religioso para o Plano Director Municipal da Praia da Vitória, e remonta ao Século XX.
Este chafariz é composto por um alçado que restou de um antigo chafariz que era constituído por um corpo vertical em pedra com um contorno recortado e embutido num muro ali existente.
Ao eixo do chafariz, na sua parte superior existem vários elementos decorativos trabalhados em relevo que rodeiam uma cartela onde sobressai a data 1901. Na parte inferior do chafariz vê-se uma estrela de nove pontas, também em relevo, que corresponde ao ponto de encontro de três triângulos equiláteros com o mesmo centro.